# August Corda
August Karl Joseph Corda, född 22 oktober 1809 i Reichenberg, Böhmen, död i september 1849 i Atlanten, var en österrikisk botaniker och paleontolog.

## Biografi
Corda studerade medicin i Prag mellan åren 1829 och 1830. Efteråt tvingades han av ekonomiska skäl att försörja sig som tecknare och litograf fram till 1835, då han blev föreståndare för den zoologiska avdelningen på Nationalmuseet i Prag. På uppdrag av furst F. von Colloredo-Mansfelds företog han 1847 en resa till Texas i USA för att samla växter. Då han i september 1849 per ångbåt var på återfärd tillbaka hem till Europa med sitt stora material, övergavs fartyget av besättningen mitt ute på Atlanten. Fartyget gick därefter under med samtliga passagerare kvar ombord inklusive Corda och hans samlingar. Mykologen Curtis Gates Lloyd (1898-1925) säger emellertid i sitt verk Mycological Notes att han funnit exemplar av svampar i museet i Berlin som ovedersägligen måste härröra från Cordas resa i Texas, fast dessa tyvärr är omärkta. Hans tanke var att Corda sannolikt hade skickat dessa med post, och att det måste vara därför som inte även dessa försvann i samband med förlisningen.
Cordas botaniska arbeten behandlar växters och svampars inre byggnad men även andra lägre organismers. I Kaspar Maria von Sternbergs Versuch einer geognostisch-botanischen Darstellung der Flora der Vorwelt skrev Corda Skizzen zur vergleichenden Phytotomie vor- und jetztweltlicher Pflanzen, och i August Emanuel von Reuss verk Versteinerungen der böhmischen Kreideformation (1846) beskrev han Die fossilen Pflanzen der böhmischen Kreideformation. Hans förnämsta paleobotaniska arbete är dock Beiträge zur Flora der Vorwelt (1845),  vilket är ett av de första som behandlar de fossila växternas inre struktur och i vilket återfinns 60 väl utförda tavlor. Även på det zoopaleontologiska området gjorde sig Corda känd genom det tillsammans med I. Hawle utgivna arbetet Prodrom einer Monographie der böhmischen Trilobiten.
Auktorsnamnet Corda kan användas för August Corda i samband med ett vetenskapligt namn inom botaniken; se Wikipediaartiklar som länkar till auktorsnamnet.

## Andra verk (i urval)
- Genera hepaticarum (1828)
- Monographia rhizospermarum et hepaticarum (1829)
- Arbeten över de mikroskopiska organismerna i Karlsbadsprudeln (1835 och 1840)
- Icones fungorum hucusque cognitorum (fem delar, 1837-42; en sjätte del utgavs 1854 av Johann Baptista Zobel)
- Prachtflora europäischer Schimmelbildungen (1839)
- Anleitung zum Studium der Mykologie (1842)